# Marco Pirroni
Marco Pirroni, all'anagrafe Marco Francesco Andrea Pirroni (Londra, 27 aprile 1959), è un chitarrista, paroliere e produttore discografico britannico.
Nella sua carriera, Pirroni ha collaborato, tra gli altri, con Adam Ant, Siouxsie and the Banshees e Sinéad O'Connor.

## Biografia
Nato a Londra, figlio di immigrati italiani, la prima apparizione di Pirroni sul palcoscenico è stato il debutto di Siouxsie and the Banshees in piena era punk rock nel 1976. All'epoca, Pirroni suonava la chitarra elettrica mentre Sid Vicious era alla batteria. «Il nostro primo concerto durò solo 20 minuti, e andammo sul palco con il solo intento di fare più rumore possibile.»
Pirroni poi si unì ai The Models (con cui registrò un singolo nel 1977, Freeze) e poi ai Rema-Rema, con cui registrò un EP nel 1978, Wheel in The Roses.
Fu in quel periodo che Pirroni incontrò il semisconosciuto Adam Ant, si unì al gruppo di Adam & the Ants e iniziò a scrivere canzoni con Adam che raggiunsero nel 1980 un successo mondiale. Quando poi Adam Ant sciolse il gruppo nel 1982, Marco Pirroni fu l'unico a seguirlo nella sua carriera solista. Insieme scrissero Goody Two Shoes, forse il loro più grande successo commerciale a cui seguì il deludente Vive le rock del 1985.
Negli anni novanta, Pirroni lavorò con molti artisti, tra i quali Sinead O'Connor, con la quale raggiunse la vetta delle classifiche con l'album I Do Not Want What I Haven't Got.
Riconosciuto come un autorevole conoscitore del movimento punk, Pirroni ha curato due compilation, Punk e Dread Meets The Punk Rockers Uptown, e alcuni libri, tra cui SEX: Too Fast To Live Too Young To Die e Biba: Champagne and Novocaine. Attualmente Marco fa parte dei The Wolfmen con Chris Constantinou, con i quali ha realizzato un EP e un singolo.

## Discografia
Adam and the Ants
- Kings of the Wild Frontier (1980)
- Prince Charming (1981)

Adam Ant
- Friend or Foe (1982)
- Strip (1983)
- Vive le rock (1985)
- Manners & Physique (1990)
- Wonderful (1995)
- Adam Ant Is the Blueblack Hussar in Marrying the Gunner's Daughter' (2013)

Sinéad O'Connor
- The Lion and the Cobra (1987)
- I Do Not Want What I Haven't Got (1990)
- Universal Mother (1994)
- How About I Be Me (And You Be You)? (2012)

Spear of Destiny
- Outland (1987)

The Slits
- Revenge of the Killer Slits (2006)

The Wolfmen
- Modernity Killed Every Night (2008)
- Married to the Eiffel Tower (2011)